# Чмелюв (гмина)
Чмелюв (пол. Ćmielów) — городско-сельская гмина (волость) в Польше, входит как административная единица в Островецкий повет, Свентокшиское воеводство. Население — 7942 человека (на 2004 год).

## Демография
| Перепись                       | Всего   | Всего | Женщины | Женщины | Мужчины | Мужчины |
| ------------------------------ | ------- | ----- | ------- | ------- | ------- | ------- |
| Единицы                        | человек | %     | человек | %       | человек | %       |
| Население                      | 7942    | 100   | 4068    | 51,2    | 3874    | 48,8    |
| Плотность населения (чел./км²) | 67,5    | 67,5  | 34,6    | 34,6    | 32,9    | 32,9    |

## Соседние гмины
1. Гмина Балтув
2. Гмина Бодзехув
3. Гмина Опатув
4. Гмина Ожарув
5. Гмина Садове
6. Гмина Тарлув
7. Гмина Войцеховице